# Succinilcolina
La succinilcolina (chiamata anche sussametonio, o suxametonio) è un rilassante muscolare scheletrico depolarizzante composto da due molecole del neurotrasmettitore endogeno acetilcolina (ACh) legate dai loro gruppi acetilici. È stata ampiamente utilizzata per oltre 50 anni, principalmente nella forma di sale di cloruro, come mezzo di blocco neuromuscolare durante l'intubazione e gli interventi chirurgici. Il suo rapido onset ed offset, con effetti che iniziano entro 60 secondi dalla somministrazione endovenosa e durano tra quattro e sei minuti, rendono la succinilcolina particolarmente utile nel contesto di procedure mediche brevi che richiedono brevi periodi di rilassamento muscolare.
Le sue caratteristiche principali sono la produzione di fascicolazioni e la breve durata di azione (in quanto viene rapidamente idrolizzato ad acido succinico e colina dalle esterasi del fegato e del plasma). In caso di riduzione della concentrazione di questo enzima, o della sua presenza in forma atipica (nel caso di una alterazione congenita silente), la paralisi può durare molto più a lungo.

## Farmacologia

### Indicazione d'uso
È indicata come coadiuvante dell'anestesia generale per facilitare l'intubazione tracheale e fornire il rilassamento muscolare scheletrico durante interventi chirurgici o ventilazione meccanica.

### Farmacodinamica
Il blocco neuromuscolare si manifesta entro 60 secondi dalla somministrazione endovenosa e dura circa quattro-sei minuti, legandosi ai recettori colinergici della placca motrice, inducendo la depolarizzazione della membrana e conseguente paralisi muscolare. Questa paralisi può essere mantenuta fintanto che una concentrazione adeguata di succinilcolina rimane sul sito recettoriale. Non ha effetto diretto sul muscolo liscio o cardiaco, né sembra influenzare i recettori dell'acetilcolina pre-sinaptici o gangliari. La paralisi progredisce, coinvolgendo inizialmente i muscoli del viso e della glottide, seguiti dagli intercostali, dal diaframma e infine dagli altri muscoli scheletrici.
Non influenza la coscienza o la soglia del dolore e quindi deve essere utilizzata in concomitanza con un'adeguata anestesia. Sono stati segnalati casi rari di sviluppo di rabdomiolisi acuta con iperpotassiemia dopo la somministrazione endovenosa di succinilcolina a pazienti pediatrici apparentemente sani, che successivamente sono stati trovati affetti da miopatia scheletrica non diagnosticata, principalmente distrofia muscolare di Duchenne. Pertanto, i neonati o i bambini che presentano arresto cardiaco idiopatico poco dopo la somministrazione di succinilcolina devono essere immediatamente trattati per l'iperpotassiemia, limitando l'uso di succinilcolina nei pazienti pediatrici all'intubazione di emergenza o ad altre situazioni in cui non sia disponibile un'alternativa adeguata.

### Meccanismo d'azione
La succinilcolina provoca un prolungato periodo di depolarizzazione della membrana al fine di esercitare i suoi effetti terapeutici. Si lega ai recettori colinergici post-sinaptici presenti sulle placche motorie, inducendo inizialmente fascicolazioni transitorie seguite da paralisi muscolare scheletrica.

### Assorbimento
I dati riguardanti l'assorbimento del farmaco non sono attualmente disponibili.

#### Volume di distribuzione
In 14 pazienti, in seguito alla somministrazione di dosi endovenose corrispondenti a 1 e 2 mg/kg, sono stati osservati volumi apparenti di distribuzione medi di 16,4 ± 14,7 mL/kg e 5,6 ± 6,8 mL/kg, rispettivamente.

#### Legame con le proteine
I dati riguardanti il legame del farmaco con le proteine plasmatiche non sono attualmente disponibili.

### Metabolismo
La succinilcolina subisce un rapido metabolismo da parte della colinesterasi plasmatica nel flusso sanguigno, producendo succinilmonocolina, che a sua volta viene ulteriormente idrolizzata (sebbene in modo più lento) in acido succinico e colina.

### Eliminazione
Circa il 10% di una dose somministrata viene escreto inalterato nelle urine.

#### Emivita
La media dell'emivita di eliminazione dopo somministrazione endovenosa è di 47 secondi.

#### Clearance
La media della clearance plasmatica in vivo di succinilcolina dopo la somministrazione di una dose endovenosa corrispondente a 1 mg/kg in 18 pazienti è di circa 4,17 ± 2,37 L/min.

### Tossicità
Un sovradosaggio di succinilcolina è probabile che prolunghi il blocco neuromuscolare oltre il tempo necessario per l'intervento chirurgico. I sintomi sono probabilmente simili agli effetti terapeutici, ma più pronunciati, e possono includere debolezza muscolare scheletrica, ridotta riserva respiratoria, volume corrente ridotto o apnea. Il trattamento del sovradosaggio di succinilcolina prevede il supporto delle vie aeree e della respirazione fino al completo ripristino della respirazione normale.
A seconda dell'entità del sovradosaggio, il blocco neuromuscolare depolarizzante caratteristico (fase I) può assumere una forma simile a un blocco neuromuscolare non depolarizzante (fase II). Ciò avviene principalmente quando la succinilcolina viene somministrata per un periodo di tempo prolungato o con dosi particolarmente elevate e può causare una significativa paralisi o debolezza dei muscoli respiratori.